# Variola vera
Pour les articles homonymes, voir Vera.
Pour plus de détails, voir Fiche technique et Distribution.
Variola vera est un film yougoslave réalisé par Goran Marković, sorti en 1982.
Le film a pour sujet l'épidémie de variole de 1972 en Yougoslavie.

## Fiche technique
- Titre français : Variola vera
- Réalisation : Goran Marković
- Scénario : Goran Marković et Milan Nikolić
- Décors : Stevo Skoric
- Costumes : Nadežda Perović
- Photographie : Radoslav Vladić
- Montage : Vuksan Lukovac
- Musique : Zoran Simjanović
- Pays d'origine : Yougoslavie
- Format : Couleurs - 35 mm - Mono
- Genre : drame, historique, horreur
- Durée : 110 minutes
- Date de sortie :
  - Yougoslavie : 9 juillet 1982

## Distribution
- Rade Šerbedžija : docteur Grujić
- Erland Josephson : docteur Dragutin Kenigsmark
- Dušica Žegarac : docteur Marković
- Varja Djukić : docteur Danka Uskoković
- Rade Marković : le directeur de l'hôpital
- Vladislava Milosavljević  : Sœur Slavica
- Peter Carsten : l'épidémiologiste des Nations unies
- Aleksandar Berček : Maître Jovanović
- Radmila Živković : Sœur Zaga
- Semka Sokolović-Bertok : docteur Cirić
- Bogdan Diklić (sr) : Dusko